# Судзуки, Дзион
Дзион Судзуки (яп. 鈴木 彩艶 Судзуки Дзион, родился 21 августа 2002, Ньюарк, Нью-Джерси, США) — японский футболист, вратарь итальянского клуба «Парма» и сборной Японии.

## Клубная карьера
Воспитанник футбольной академии клуба «Урава Ред Даймондс». 9 мая 2021 года дебютировал за клуб в матче Первой Джей-лиги против «Вегалта Сэндай».
5 августа 2023 года был арендован клубом чемпионата Бельгии «Синт-Трёйден» с опцией выкупа.

## Карьера в сборной
Выступал за сборные Японии до 15, до 16, до 17, до 18 и до 23 лет.
19 июля 2022 года дебютировал в составе главной сборной Японии в матче против сборной Гонконга.
Был включён в состав сборной на Кубок Азии 2023 в Катаре.

## Достижения
«Урава Ред Даймондс»
- Обладатель Кубка Императора: 2021
- Обладатель Суперкубка Японии: 2022
- Победитель Лиги чемпионов АФК: 2022[5][6]

## Личная жизнь
Родился в Нью-Джерси (США) в семье ганца и японки. Вырос в Японии в префектуре Сайтама.